# Mick Mills
Michael Dennis "Mick" Mills (født 4. januar 1949 i Godalming, England) er en tidligere engelsk fodboldspiller, der spillede som forsvarsspiller. Han var på klubplan tilknyttet Ipswich Town, Southampton og Stoke City. Længst tid tilbragte han hos Ipswich, hvor han spillede i 17 år, og satte klubrekord med 591 ligakampe. Her var han med til at vinde både FA Cuppen og UEFA Cuppen.
Mills blev desuden noteret for 42 kampe for Englands landshold. Han repræsenterede sit land ved både EM i 1980 og VM i 1982. Ved sidstnævnte slutrunde var han desuden englændernes anfører.
Mills var efter sit karrierestop manager for først Stoke City og efterfølgende Colchester United.

## Titler
FA Cup
- 1978 med Ipswich Town

UEFA Cup
- 1981 med Ipswich Town